# Podrebar (Bosiljevo)
Podrebar is een plaats in de gemeente Bosiljevo in de Kroatische provincie Karlovac. De plaats telt 24 inwoners (2001).